# Synanthedon heilongjiangana
Synanthedon heilongjiangana is een vlinder uit de familie wespvlinders (Sesiidae), onderfamilie Sesiinae.
Synanthedon heilongjiangana is voor het eerst wetenschappelijk beschreven door Zhang in 1987. De soort komt voor in het Palearctisch gebied.